# Лавицький Микола Юхимович
Микола Юхимович Лавицький (рос. Николай Ефимович Лавицкий; 7 грудня 1919, Слобода — 10 березня 1944, Гудермес) — радянський офіцер, Герой Радянського Союзу, у роки радянсько-німецької війни командир ланки 45-го винищувального авіаційного полку 216-ї винищувальної авіаційної дивізії 4-ї повітряної армії Північно-Кавказького фронту, капітан.

## Біографія
Народився 7 грудня 1919 року в селі Слободі (тепер Монастирщинського району Смоленської області). Росіянин. Член ВКП(б) з 1942 року. Закінчив 8 класів і аероклуб. Працював продавцем універмагу в Свердловському районі Москви.
У 1939 році призваний до лав Червоної Армії. Був направлений в Борисоглібську військову авіаційну школу, яку закінчив того ж року.
В боях радянсько-німецької війни з грудня 1941 року. По травень 1943 року служив в 270-му винищувально-авіаційному полку; з червня 1943 року по березень 1944 рокуроку — в 45-му винищувально-авіаційному полку (100-му гвардійському винищувально-авіаційному полку).
До липня 1943 року командир ланки 45-го винищувального авіаційного полку лейтенант М. Ю. Лавицький здійснив 185 бойових вильотів, у 66 повітряних боях особисто збив 11 і у складі групи один літак противника.
Указом Президії Верховної Ради СРСР від 24 серпня 1943 року за мужність і військову доблесть, проявлені в боях з німецько-фашистськими загарбниками лейтенанту Миколі Юхимовичу Лавицькому присвоєно звання Героя Радянського Союзу з врученням ордена Леніна і медалі «Золота Зірка» (№ 1133).
Загинув 10 березня 1944 року в авіакатастрофі над Гудермесом.

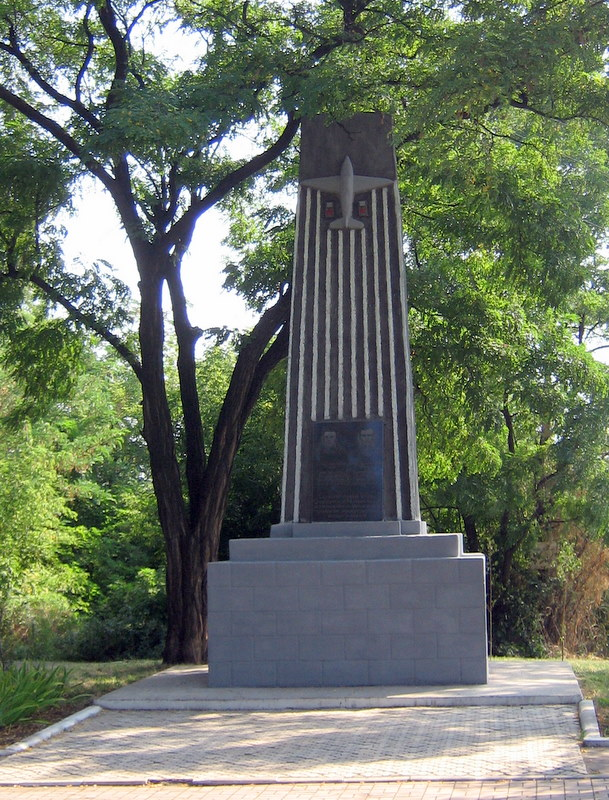
Могила Миколи Лавицького

Після війни останки Миколи Юхимовича Лавицького перепоховали в парку міста Маріуполя Донецької області, де спорудили пам'ятник Герою.

## Нагороди, пам'ять
Нагороджений орденом Леніна, трьома орденами Червоного Прапора, орденом Олександра Невського, орденом Вітчизняної війни 1-го ступеня, медалями.
Ім'я Героя носять вулиці в місті Гудермесі і Маріуполі, школа в селі Шиловичах Духовщинського району Смоленської області, де він навчався. На батьківщині створено музей Героя.